# Sassenfeld
Sassenfeld ist ein Teil der Ortschaft Lobberich (Stadt Nettetal) am linken Niederrhein. Er hat nur einige Hundert Einwohner. Die Sassenfelder Schule ist  eine der neun Grundschulen von Nettetal.

## Naturschutzhof
Beliebt bei Touristen ist der Naturschutzhof in Sassenfeld. Dort sind einige Tiere ausgestellt und beschrieben. Man kann sich dort allgemein über die Natur informieren. Es gibt auch ein kleines Café, in dem man gut eine Pause machen kann.